# Tuakana
Tuakana là một chi nhện trong họ Desidae.